# Guglielmo d'Assia-Philippsthal-Barchfeld (1905-1942)
Guglielmo Ernesto Alessio Ermanno d'Assia-Philippsthal-Barchfeld (Rotenburg an der Fulda, 1º marzo 1905 – Gór, 30 aprile 1942) fu erede delle casate d'Assia-Philippsthal-Barchfeld e d'Assia-Philippsthal nonché ufficiale della Wehrmacht nella seconda guerra mondiale.

## Biografia
Il principe Guglielmo nacque a Rotenburg an der Fulda, primogenito del principe Clodoveo d'Assia-Philippsthal-Barchfeld e di sua moglie Carolina di Solms-Hohensolms-Lich. Il 16 agosto 1905 suo padre succedette a suo zio Alessio come capo della casata d'Assia-Philippsthal-Barchfeld.
Guglielmo era inoltre imparentato con la casata regnante d'Assia, dal momento che sua zia Eleonora di Solms-Hohensolms-Lich aveva sposato il granduca Ernesto Luigi d'Assia. Attraverso suo padre egli era inoltre nipote del principe Leopoldo IV di Lippe, che aveva sposato sua zia la principessa Berta.
Con la fine della prima guerra mondiale la monarchia in Germania venne abolita. Il principe Guglielmo visse al castello di Augustenau a Herleshausen ove si dedicò all'agricoltura ed alla cura delle foreste. Nel 1932, agli albori del movimento, decise di aderire al partito nazista ed entrò a far parte delle SS raggiungendo ben presto il rango di Hauptsturmführer (capitano). La sua implicazione nelle SS gli creò non pochi problemi a causa di suo fratello Alessandro Federico che soffriva di epilessia che gli portò delle accuse circa la condizione di malattia ereditaria.
Durante la seconda guerra mondiale il principe Guglielmo si rifiutò di prendervi parte come membro delle SS e preferì invece passare all'esercito della Germania nazista col grado di capitano di fanteria. Rimase ucciso sul campo combattendo a Gór sul fronte orientale.

## Matrimonio e discendenza
Il principe Guglielmo sposò il 30 gennaio 1933 a Tabarz la principessa Marianna di Prussia. La coppia ebbe tre figli:
- Guglielmo (n. 1933)
- Ermanno (1935 – 2019)
- Giovanna (n. 1937).[1]

## Ascendenza
|                                          |                                   |                                         | Genitori                                                         |  |  | Nonni |  |  | Bisnonni                             |  |  | Trisnonni                             |  |
|                                          |                                   |                                         |                                                                  |  |  |       |  |  | Carlo d'Assia-Philippsthal-Barchfeld |  |  | Adolfo d'Assia-Philippsthal-Barchfeld |  |
|                                          |                                   |                                         |                                                                  |  |  |       |  |  | Carlo d'Assia-Philippsthal-Barchfeld |  |  | Adolfo d'Assia-Philippsthal-Barchfeld |  |
|                                          |                                   | Luisa di Sassonia-Meiningen             |                                                                  |  |  |       |  |  | Carlo d'Assia-Philippsthal-Barchfeld |  |  |                                       |  |
| Guglielmo d'Assia-Philippsthal-Barchfeld |                                   |                                         |                                                                  |  |  |       |  |  | Carlo d'Assia-Philippsthal-Barchfeld |  |  |                                       |  |
|                                          |                                   | Sofia di Bentheim e Steinfurt           | Luigi di Bentheim e Steinfurt                                    |  |  |       |  |  |                                      |  |  |                                       |  |
|                                          |                                   | Sofia di Bentheim e Steinfurt           | Luigi di Bentheim e Steinfurt                                    |  |  |       |  |  |                                      |  |  |                                       |  |
|                                          |                                   | Sofia di Bentheim e Steinfurt           | Giuliana Guglielmina di Schleswig-Holstein-Sonderburg-Glücksburg |  |  |       |  |  |                                      |  |  |                                       |  |
| Clodoveo d'Assia-Philippsthal-Barchfeld  |                                   | Sofia di Bentheim e Steinfurt           |                                                                  |  |  |       |  |  |                                      |  |  |                                       |  |
|                                          |                                   | Luigi Guglielmo di Bentheim e Steinfurt | Alessio di Bentheim e Steinfurt                                  |  |  |       |  |  |                                      |  |  |                                       |  |
|                                          |                                   | Luigi Guglielmo di Bentheim e Steinfurt | Alessio di Bentheim e Steinfurt                                  |  |  |       |  |  |                                      |  |  |                                       |  |
|                                          |                                   | Luigi Guglielmo di Bentheim e Steinfurt | Guglielmina di Solms-Braunfels                                   |  |  |       |  |  |                                      |  |  |                                       |  |
| Giuliana di Bentheim e Steinfurt         |                                   | Luigi Guglielmo di Bentheim e Steinfurt |                                                                  |  |  |       |  |  |                                      |  |  |                                       |  |
|                                          |                                   | Berta d'Assia-Philippsthal-Barchfeld    | Carlo d'Assia-Philippsthal-Barchfeld                             |  |  |       |  |  |                                      |  |  |                                       |  |
|                                          |                                   | Berta d'Assia-Philippsthal-Barchfeld    | Carlo d'Assia-Philippsthal-Barchfeld                             |  |  |       |  |  |                                      |  |  |                                       |  |
|                                          |                                   | Berta d'Assia-Philippsthal-Barchfeld    | Augusta di Hohenlohe-Ingelfingen                                 |  |  |       |  |  |                                      |  |  |                                       |  |
| Guglielmo d'Assia-Philippsthal-Barchfeld |                                   | Berta d'Assia-Philippsthal-Barchfeld    |                                                                  |  |  |       |  |  |                                      |  |  |                                       |  |
|                                          | Fernando di Solms-Hohensolms-Lich | Carlo Luigi di Solms-Hohensolms-Lich    |                                                                  |  |  |       |  |  |                                      |  |  |                                       |  |
|                                          | Fernando di Solms-Hohensolms-Lich | Carlo Luigi di Solms-Hohensolms-Lich    |                                                                  |  |  |       |  |  |                                      |  |  |                                       |  |
|                                          | Fernando di Solms-Hohensolms-Lich | Enrichetta di Bentheim e Steinfurt      |                                                                  |  |  |       |  |  |                                      |  |  |                                       |  |
| Ermanno di Solms-Hohensolms-Lich         | Fernando di Solms-Hohensolms-Lich |                                         |                                                                  |  |  |       |  |  |                                      |  |  |                                       |  |
|                                          |                                   | Carolina di Collalto e San Salvatore    | Antonio Ottavio di Collalto e San Salvatore                      |  |  |       |  |  |                                      |  |  |                                       |  |
|                                          |                                   | Carolina di Collalto e San Salvatore    | Antonio Ottavio di Collalto e San Salvatore                      |  |  |       |  |  |                                      |  |  |                                       |  |
|                                          |                                   | Carolina di Collalto e San Salvatore    | Carolina Apponyi di Nagyappony                                   |  |  |       |  |  |                                      |  |  |                                       |  |
| Carolina di Solms-Hohensolms-Lich        |                                   | Carolina di Collalto e San Salvatore    |                                                                  |  |  |       |  |  |                                      |  |  |                                       |  |
|                                          |                                   | Guglielmo di Stolberg-Wernigerode       | Costantino di Stolberg-Wernigerode                               |  |  |       |  |  |                                      |  |  |                                       |  |
|                                          |                                   | Guglielmo di Stolberg-Wernigerode       | Costantino di Stolberg-Wernigerode                               |  |  |       |  |  |                                      |  |  |                                       |  |
|                                          |                                   | Guglielmo di Stolberg-Wernigerode       | Ernestina di Reck                                                |  |  |       |  |  |                                      |  |  |                                       |  |
| Ines di Stolberg-Wernigerode             |                                   | Guglielmo di Stolberg-Wernigerode       |                                                                  |  |  |       |  |  |                                      |  |  |                                       |  |
|                                          |                                   | Isabella di Stolberg-Roßla              | Augusto di Stolberg-Roßla                                        |  |  |       |  |  |                                      |  |  |                                       |  |
|                                          |                                   | Isabella di Stolberg-Roßla              | Augusto di Stolberg-Roßla                                        |  |  |       |  |  |                                      |  |  |                                       |  |
|                                          |                                   | Isabella di Stolberg-Roßla              | Carolina d'Erbach-Schönberg                                      |  |  |       |  |  |                                      |  |  |                                       |  |
|                                          |                                   | Isabella di Stolberg-Roßla              |                                                                  |  |  |       |  |  |                                      |  |  |                                       |  |